# Pralormo
Pralormo is een gemeente in de Italiaanse provincie Turijn (regio Piëmont) en telt 1827 inwoners (31-12-2004). De oppervlakte bedraagt 29,8 km², de bevolkingsdichtheid is 61 inwoners per km².

## Demografie
Pralormo telt ongeveer 724 huishoudens. Het aantal inwoners steeg in de periode 1991-2001 met 11,4% volgens cijfers uit de tienjaarlijkse volkstellingen van ISTAT.
| Jaar | Inwoneraantal |
| ---- | ------------- |
| 1991 | 1616          |
| 2001 | 1801          |

## Geografie
Pralormo grenst aan de volgende gemeenten: Poirino, Cellarengo (AT), Montà (CN), Ceresole Alba (CN), Santo Stefano Roero (CN), Monteu Roero (CN).
1. ↑  https://demo.istat.it/?l=it.